# Юмореска (музыка)
Юморе́ска (нем. Humoreske, от нем. Humor — юмор) — музыкальная пьеса шутливого, юмористического характера или включающая выдержанные в таком характере разделы.

## История

### В зарубежной музыке
Название «юмореска» впервые применил Р. Шуман к своей фортепианной пьесе ор. 20 (1839 год); он исходил из понимания термина в духе Жана Поля Рихтера: «Юмор как удачное соединение мечтательности и шутки». Юмореска Шумана — развёрнутая пьеса, состоящая из ряда лирических и скерцозных эпизодов. Шуман создал также Юмореску для фортепианного трио — No 2 в его «Фантастических пьесах» для этого состава, ор. 88, 1842 год. Позднее многие композиторы XIX века применяли термин «юмореска» для обозначения как отдельной пьесы, так и серии небольших пьес. При этом они трактовали юмореску иначе, чем Шуман. Юморески Э. Грига (4 Юморески для фортепиано ор. 6, 1865 год) — род жанровых зарисовок, в которых нашли отражение самобытные черты норвежской народной музыки. В юморесках А. Дворжака (Восемь юморесок для фортепиано ор. 101, 1894 год) ярко проявилось лирическое начало (особенно в наиболее известной Юмореске № 7 Ges-dur), y М. Регера — скерцозность (Пятая юмореска ор. 20, Юмореска ор. 32 No 6 и др.). Известны и юморески для других составов; в их числе 5 юморесок для мужского 4-голосного хора Лёве (1843 год), Юмореска для оркестра Хумпердинка (1879 год).

### В русской музыке
В русской музыке в юмореске заметно выступают скерцозно-плясовые черты. Таковы юморески П. И. Чайковского («Две пьесы» для фортепиано ор. 10, № 2, 1872 год), С. В. Рахманинова («Салонные пьесы» для фортепиано ор. 10, № 5, 1894 год). Эту традицию во многом продолжают и советские композиторы — Л. Н. Ревуцкий, О. В. Тактакишвили, Р. К. Щедрин и др.

## Другое
Родственны юмореске бурлеск, каприччио.